# 2003年至2004年英格蘭足總盃
2003/04球季英格蘭足總盃（英語：FA Cup），是第123屆英格蘭足總盃，今屆賽事的冠軍是曼聯，他們在決賽以3:0擊敗米禾爾，奪得冠軍。
米禾爾是近年少有的次級聯賽球隊殺入決賽。

## 外部連結
1. 英格蘭足總盃官網Archive-It的存檔，存档日期2012-04-24
2. 英格蘭足總盃 歷屆冠軍（页面存档备份，存于）